# Carolina del Príncipe
Carolina del Príncipe este un municipiu din departamentul Antioquia, Columbia.